# بيني كوبر
بيني كوبر هي لاعب هوكي الحقل كندية، ولدت في 7 أبريل 1969 في فانكوفر في كندا.

## روابط خارجية
- بيني كوبر على موقع الاتحاد الدولي للهوكي (الإنجليزية)
- بيني كوبر على موقع اللجنة الأولمبية الدولية (الإنجليزية)
- بيني كوبر على موقع أوليمبيديا (الإنجليزية)
- بيني كوبر على موقع اللجنة الأولمبية الكندية (الإنجليزية)